# Henryk (biskup chełmiński)
Henryk Schenk zwany Pincerna (zm. 21 listopada 1301) – biskup chełmiński.

## Życiorys
Był księdzem w zakonie krzyżackim. W 1291 został wybrany biskupem chełmińskim. Sakrę przyjął od arcybiskupa Rygi, któremu podlegała diecezja chełmińska. Brał udział w kapitułach krzyżackich we Frankfurcie nad Menem w 1292 i Elblągu 1296. Wielcy mistrzowie Konrad II von Feuchtwangen i Gottfried von Hohenlohe podczas osobistych zjazdów z Henrykiem w Toruniu (w 1296 i 1298) zatwierdzili przywileje i nadania biskupstwa chełmińskiego. W 1295 arcybiskup gnieźnieński Jakub Świnka oskarżył przed papieżem Henryka o chęć oderwania diecezji chełmińskiej od prowincji polskiej. Kuria rzymska, będąca pod wpływem Krzyżaków kazała zbadać tę sprawę prałatom wrocławskim.